# Hugo Richard Jüngst

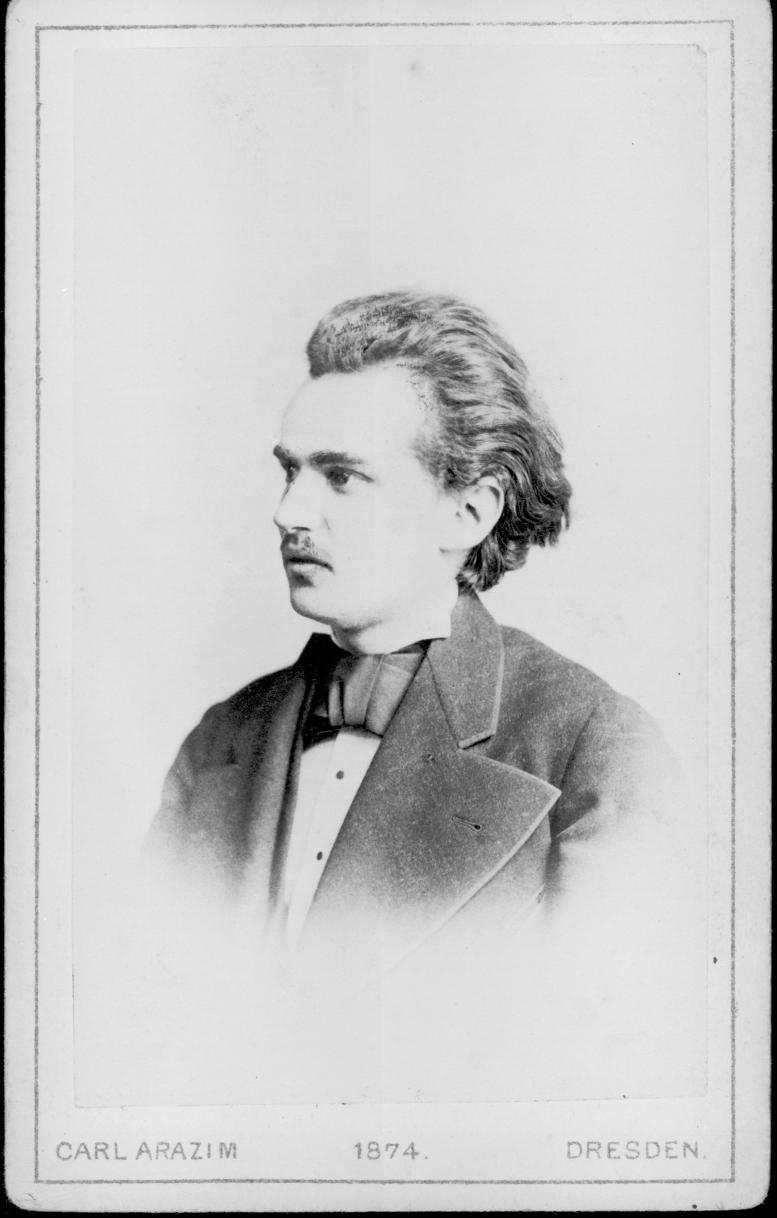
Hugo Richard Jüngst

Hugo Richard Jüngst (* 26. Februar 1853 in Dresden; † 3. März 1923 ebenda) war Chorleiter und Komponist.

## Leben
Hugo Richard Jüngst wurde 1853 als viertes Kind des Ehepaares Friedrich Albert (* 19. April 1812; † 6. März 1871) und Marie Clementine, geb. Hauffe (* Mai/Juni 1816; † 16. September 1885) in der sächsischen Residenzstadt Dresden geboren. Seine Geschwister hießen Armin Moritz (* 12. November 1846; † 7. Juli 1922), Privatus; Albert Eugen (* 22. November 1845; † 13. Februar 1930), Kaufmann; Hedwig, verh. Grünewald (* 10. September 1844; † 1. November 1909), Königliche Oberförster.
Jüngst stammte aus einer gut situierten, bürgerlichen Kaufmannsfamilie in Dresden und gehörte dem evangelisch-lutherischen Bekenntnis an. Sein Vater war Inhaber einer Fabrik und eines Lagers für französische Mühlsteine, Cylindergaze (sic!) und anderer Artikel für Mühleneinrichtungen. Bereits im Alter von sieben Jahren erhielt Jüngst seinen ersten Klavierunterricht. Da Jüngst von schwacher Konstitution war, sollte er auf Wunsch seines Vaters durch den Eintritt in ein Comptoir den kaufmännischen Beruf erlernen. Doch ging er nach dem Tod seines Vaters seinen musikalischen Neigungen nach.
Noch 1871 trat er in das Königliche Konservatorium für Musik in Dresden ein und begann mit einem sechsjährigen Studium in seinen Spezialfächern Klavier und Komposition. 1874 bis 1877 erhielt er beim Königlichen Generalmusikdirektor Julius Rietz als dessen letzter und angeblich liebster Schüler Unterricht in freier Komposition. Darüber hinaus wurde er von den Lehrern Emil Bähr, Armin von Böhme, Paul Janßen, Gustav Adolf Merkel und Wilhelm Rischbieter in den Fächern Orgel, Violine, Sologesang und Theorie unterrichtet.

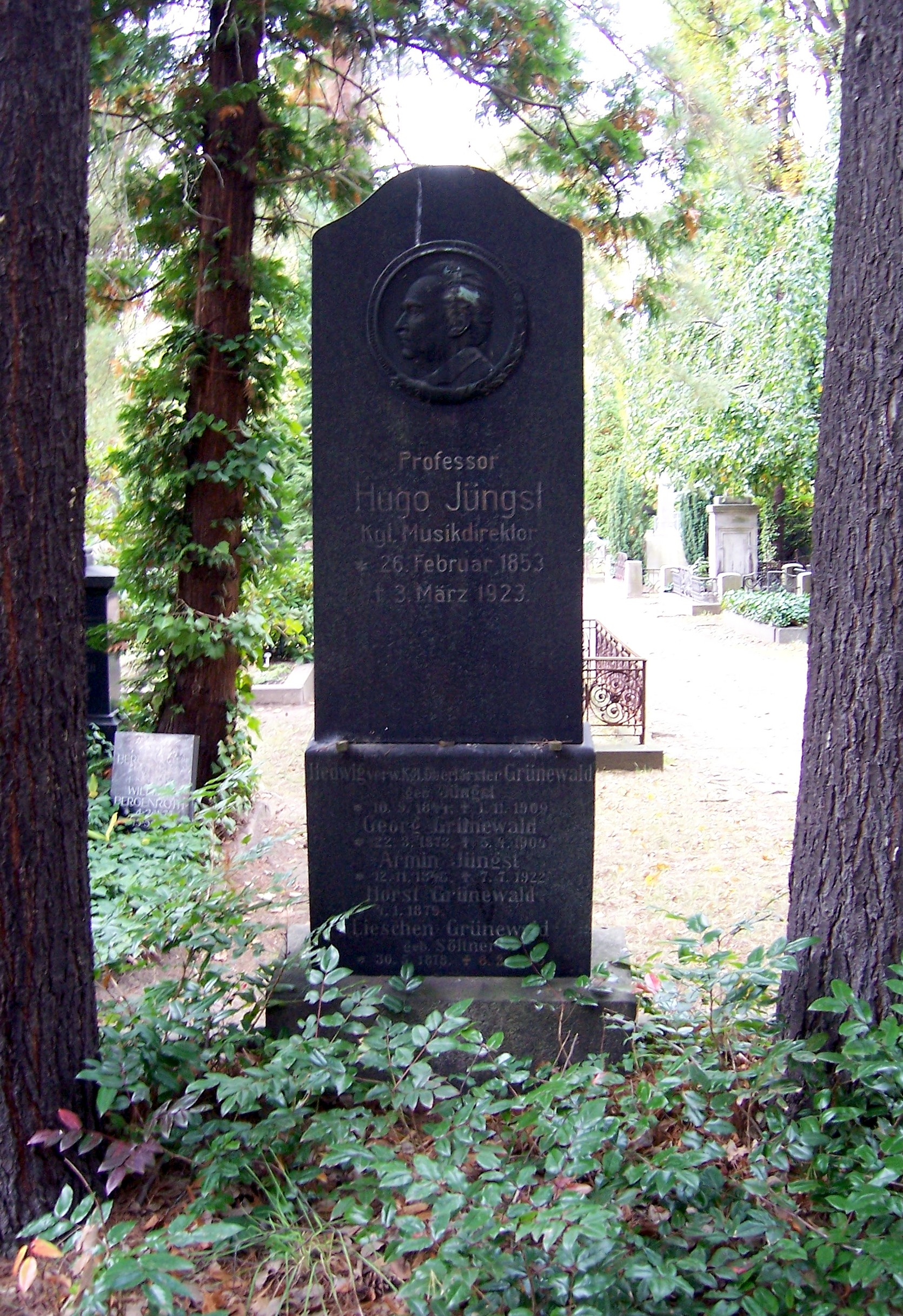
Grab von Hugo Richard Jüngst auf dem Johannisfriedhof in Dresden.

Bereits in seiner Studienzeit leitete Jüngst ein Männerquartett, das mit Vorliebe Jüngsts Kompositionen vortrug. 1875 übernahm er die Direktion des Männergesangvereins „Sängerlust“ und gründete 1876 den Dresdner Männergesangverein, dem er bis 1904 vorstand. Überdies leitete er seit 1878 den zwei Jahre zuvor gegründeten Julius-Otto-Bund, der als Dachverband der Dresdner Männergesangvereine fungierte, und avancierte hier in den folgenden Jahren zum ersten Bundeschormeister. Der Julius-Otto-Bund wurde nach dem berühmten Dresdner Kreuzkantor Ernst Julius Otto benannt. Ferner war Jüngst seit 1878 Mitglied im Dresdner Tonkünstlerverein, in dem sein Vater schon zuvor kurzzeitig Mitglied gewesen war. Jüngst war seit 1891 Königlicher Musikdirektor und seit 1898 Königlicher Musikprofessor. Beide Titel wurden ihm für seine Verdienste, die er sich um den deutschen Männergesang erworben hat, durch den sächsischen König Albert verliehen.
Des Weiteren übernahm er von 1895 bis 1915 die Leitung der akademischen Sängerschaft „Erato“ an der Königlichen Technischen Hochschule zu Dresden. Er konnte die elitär-konservative Verbindung der „Eratonen“ bei Sängerwettbewerben zu zahlreichen Erfolgen führen. Ende 1907 wurde Jüngst in den Gesamtausschuss des Deutschen Sängerbundes gewählt. Überdies wurde Jüngst auf den eidgenössischen Gesangswettbewerben gerne als Preisrichter gesehen. 1913/14 übernahm er interimistisch die Leitung des Gesangvereins der Staatseisenbahnbeamten zu Dresden. Bei seinen Zeitgenossen erfreute sich Jüngst zeitlebens großer Beliebtheit und Wertschätzung, so dass er in zahlreichen ausländischen und inländischen Gesangvereinen die Ehrenmitgliedschaft erhielt. Sein musikalisches Wirken reichte unter anderem nach Böhmen, Österreich, Rumänien und in die Vereinigten Staaten von Amerika.
Jüngst erhielt zahlreiche Auszeichnungen, unter anderem war er Träger der großen Vereinsehrennadel mit Edelsteinen (1901) sowie der Hugo-Jüngst-Medaille in Silber (1913) des Dresdner Männergesangvereins. Zusammen mit dem Dresdner Oberbürgermeister Otto Beutler wurde er 1901 zum Ehrenmitglied des Dresdner Männergesangvereins ernannt. Am Ende seines Lebens hatte Jüngst in über achtzig Gesangvereinen die Ehrenmitgliedschaft inne. König Friedrich August III. von Sachsen verlieh ihm die Krone zum Ritterkreuz 1. Klasse des Albrechts-Ordens, überdies erhielt Jüngst das Ritterkreuz des Orden vom Zähringer Löwen (Baden) sowie die Medaille für Kunst und Wissenschaft (Gotha-Coburg). Im Jahr 1896 war Jüngst Dirigent des Weimarer-CC-Sängerfestes. Neben seinen Aktivitäten in zahlreichen Gesangvereinen war er ebenso als Komponist tätig und schuf über 300 Kompositionen. Jüngst komponierte erfolgreiche Männer- und gemischte Chöre, Chorzyklen, Einzel-, Zwei- und Dreigesänge sowie Klavierstücke und Orchesterwerke.
Jüngsts Grab, für das der Dresdner Bildhauer Albert Starke ein Relief fertigte, befindet sich auf dem Johannisfriedhof in Dresden-Tolkewitz.

## Jüngst als Preisrichter (Querschnitt)
- Bern 1898
- Zürich 1905
- Neuchâtel 1912

## Ehrenmitgliedschaften von Jüngst (Querschnitt)
- Teplitzer Liedertafel
- I. Teplitzer Männergesangverein
- Kölner Sängerkreis
- Männerchor Euterpe in Braunschweig
- Braunschweiger Männergesangverein
- Märkischer Zentralsängerbund in Berlin
- Erkischer Männergesangverein in Berlin
- Berliner Liederkranz
- Männergesangverein Hippokrene-Meißen
- Männergesangverein Harmonie in Salzburg
- Gesang- und Musikverein in Leitmeritz
- Liederkranz in Franzensbad
- Warnsdorfer Männergesangverein
- Deutsche Liedertafel in Pilsen
- Männergesangverein in Auscha i. B.
- Männergesangverein in Morchenstern i. B.
- Altenburger Männergesangverein
- Pirnaer Liederkranz
- Passauer Liedertafel
- Sängerkreis in Großschönau

## Jüngst und seine Vaterstadt Dresden
Zu nationalen Gedenktagen wie dem Sedantag 1880, als auf dem Dresdner Altmarkt das von Robert Henze geschaffene Siegesdenkmal eingeweiht wurde, brachte Jüngst sein Opus 16 Höre uns, Germania! zu Gehör. Jüngst verarbeitete in seinen Kompositionen nicht nur germanische Motive, sondern auch fremdländische, darunter slawische, sogar portugiesische Motive, ganz virtuos. Nichts von alledem minderte Jüngsts Verhältnis zu seinem Vaterland, das sowohl in einigen seiner Kompositionen als auch in seinem Engagement während des Ersten Weltkrieges und in unzähligen nationalen Ansprachen und Gedenkfeiern zum Ausdruck kam. Jüngst blieb ein Leben lang seiner Vaterstadt Dresden treu und empfand durchaus neben seiner Vaterlandsliebe einen gewissen Lokalpatriotismus, der sich in seinem Opus 38 Sachsenhymne in besonderer Weise manifestierte. Im Jahr 1895 war Jüngst Dirigent des akademischen Sängerfestes in Dresden.
Bei der Einweihung des Grabdenkmals von Jüngst im Jahr 1924 hielt der seinerzeit bekannte Dresdner Pfarrer Johannes Keßler zum Gedenken seines Freundes Jüngst eine Ansprache, in der folgende Worte zu vernehmen waren: (…) In der Pflege des Volksliedes hat Jüngst eine künstlerische, eine nationale Aufgabe erfüllt, deutschen Geist belebt und den deutschen Namen in die Welt hinaus getragen. Soll unser niedergebeugtes Volk aus der Tiefe wieder zur Höhe emporsteigen, so kann das nur durch deutschen Idealismus geschehen, durch den Geist der Sängerfreudigkeit, der Pflichttreue. (…)
Jüngst wohnte mit seinen Eltern und Geschwistern anfangs in der Ostra-Allee 20 und in späteren Jahren am Terrassenufer 30, III. Stock. Fast alle Spuren und Wirkungsstätten von Jüngst wurden bei den Bombenangriffen auf Dresden im Februar und April 1945 unwiederbringlich vernichtet.
Die ehemalige Südstraße in Blasewitz, unweit des Blauen Wunders, wurde zu Ehren Hugo Richard Jüngsts nach der Eingemeindung von Blasewitz nach Dresden im Jahr 1921 in Jüngststraße umbenannt.

## Werkverzeichnis (Querschnitt)
- Opus 16   Höre uns, Germania!, Leipzig 1887;
- Opus 18

1. Das alte Lied, für Männerchor, Gedicht von Heinrich Heine, Verlag Rebay & Robitschek, Wien circa 1884;

- Opus 23

1. Das Mühlenrad

- Opus 24   Fünf Frauenterzette für 2 Soprane und Alt (ohne Begleitung zu singen), Verlag Robitschek, Wien circa 1900;
- Opus 27   Zwei Lieder, Verlag Dietrich, Leipzig 1910

1. Abendstille
2. Am Felsenborn

- Opus 30

1. Gruß (Gott grüße dich, kein andrer Gruß)

- Opus 35

1. Rosenfrühling;

- Opus 36   Zwei Männerchöre oder Soloquartett mit Begleitung des Pianoforte;
- Opus 38   Sachsenhymne;
- Opus 41

1. Heimliche Liebe, Volkslied für Männerchor, Verlag Rebay & Robitschek, Wien circa 1895;

- Opus 56   Der Geiger von Sanct Valten für eine Singstimme mit Begleitung des Pianoforte. Dichtung von Julius Gersdorff, Verlag Robitschek, Leipzig (u. a.) circa 1910;
- Opus 75   Nach sieben Jahren für eine mittlere Singstimme mit Begleitung des Pianoforte. Dichtung von Rudolf Baumbach, Verlag Robitschek, Wien (u. a.) circa 1895;
- Opus 79   Hoch über den Sternen, Partitur und Stimmen;
- Opus 81   Heimfahrt;
- Opus 87   Fremdländische Volksweisen bearbeitet von Hugo Jüngst (Ausgabe für Männerchor; Otto Forberg, Leipzig 1910) Gratisexemplar einer Komposition von Hugo Jüngst; Katalog von Otto Forberg, Leipzig 1910, mit der Komposition Heimatsehnen, op. 87, 55 auf der Innenseite.

1. Du mein Leben (aus Istrien);
2. Tik e tik e tok (aus Italien);

Gratisexemplar einer Komposition von Hugo Jüngst; Katalog von Otto Forberg, Leipzig 1910, mit der Komposition Heimatsehnen, op. 87, 55 auf der Innenseite.

3. Wilde Rose, erste Liebe (Mährisch);
4. Slovenisches Volkslied
5. Der Fischer an der Theiß (Ungarisch);
6. Bosnisches Liebeslied;
7. Böhmisches Volkslied (Ännchen lieb, Ännchen traut);
8. Das verlorene Herz (Slowakisches Volkslied);
9. Dem Norden (Volksweise aus Dänemark);
10. Altfranzösischer Brauttanz;
11. Bei der Nacht im Mondenschein (Volksweise aus Kroatien);
12. Slavonisches Ständchen (In des Abends Dämmerschleier);
13. Sag', wo bist du und  Bitte um Sieg (Zwei serbische Volkslieder);
14. So hoch ist der Berghang (Volksweise aus Unterkrain);
15. Am Himmel funkeln hell die Sterne (Ungarisch);
16. An die Heimat (Portugiesisch);
17. Herbsttanz (Wallonisch);
18. Die Spröde (Neapolitanisch);
19. Der Scherenschleifer (Flämisch);
20. Sommerabend (Finnländisch);
21. Gondoliera (Neapolitanisch);
22. Vorbei (Finnländisch);
23. Auf deinen Hügeln, o Portugal (Portugiesisch);
24. Schöne Manja, komm zum Tanz (Russisch);
25. Bist du, mein Lieb, noch wach? (Neapolitanisch);
26. Jock von Hazeldean (Schottisch);
27. Tarantella di Posilipo (Italienisch);
28. Santa Lucia (Neapolitanisch);
29. Liebesrätsel (Lettisch);
30. Wärmlands Lied (Schwedisch);
31. Maienglück (Toskanisch);
32. Vom Krüglein und Mägdelein (Russisch);
33. Vergebliches Harren (Schwedisch);
34. Das Lied von Malbrough (Französisch);
35. Per Nilen (Dänisch);
36. Spanisches Ständchen (aus Malaga);
37. Auf, zum Fandango! (Spanisch);
38. An dem Wall, bei Lillas Pastia (Spanisch);
39. Robin Hood (Altenglisch)
40. Der Pilger Abschied (Belgisch);
41. Kriegers Abschied (Norwegisch)
42. Verschmähte Liebe (Kleinrussisch);
43. Ging der Bursch die Pferde koppeln und Wehe Lüftchen (2 Lettische Volkslieder);
44. Quell und Mägdelein (Kleinrussisch)
45. Hans Ohnesorge (Norwegisch);
46. Rosmarin und Salbeiblätter (Litauisch);
47. Das alte Heim (Amerikanisch);
48. Was tat ich dir zu Leide? (Rumänisch);
49. Mein Heimattal (Aus der Normandie);
50. Astrid, mein Astrid (Norwegisch)
51. Heimweh (Ungarisch);
52. Ruthenisches Volkslied;
53. Robin Adair (Irische Volksweise);
54. Niggerlied (Amerikanisch);
55. Heimatsehnen (Amerikanisches Volkslied nach  Stephen Foster)
56. Im Spätsommer (Polnisch);
57. Mein alt' Kentucky Heim (Amerikanisch)
58. Das Mädchen aus Sorrent (Italienisch)
59. Suomis Sang (Finnländisch);
60. Stilles Glück (Schwedisch);

- No. 65 Schifferständchen (Trage, Welle, mich zum Liebchen)
- No. 68 Italienisches Abendständchen (O du, mein allerliebstes Kätchen)
- No. 74 Ungarisches Hirtenlied (In dem schönen Ungarland)
- No. 75 Russischer Vespergesang (Übers Wasser klinget leise)
- No. 79 Heimliche Liebe
- No. 80 Heimkehr

Weitere Nummern vorhanden. Ebenso gibt es Ausgaben für gemischten Chor.
- Opus 88   Von der Spielmannsfahrt, Männerchöre, Verlag Otto Forberg, Leipzig 1904;
  - No. 3 Des Finken Frühlingslied (Ein gar so eigen Frühlingslied)
  - No. 4 Gesellen Wanderlied (O Meister)
- Opus 92   Slavonisches Ständchen, Verlag Hofmeister, Leipzig 1957;
- Opus 94   Südslawische Dorfbilder, Ein Zyklus für Männerchor oder gemischten Chor mit Klavierbegleitung und verbindender Dichtung.

1. Der Wanderer
2. Heimkehr
3. Bärenführer
4. Der Weg zum Liebchen
5. Auf der Steppe
6. Heimliche Liebe
7. Zigeuner
8. Tanzlied

- Opus 97    Norwegische Bauernhochzeit, Nach norwegischen Volksweisen für Männerchor;
- Opus 100  Deutsche Volkslieder für Männerchor;
  - No. 2 Bäurin, komm' nach Hause rasch!
  - No. 2 Schwesterlein, wann gehn wir nach Haus?
  - No. 6 Schenkenbachs Reiterlied (Vorerst so wolln wir loben)
- Opus 102  Ungarische Steppenbilder; Ein Zyklus für Männerchor oder gemischten Chor mit Klavier- oder Orchesterbegleitung unter Benutzung ungarischer Volksweisen. Verbindende Dichtung von F. A. Geißler. Verlag Otto Forberg, Leipzig 1912;

1. Hirtenlied
2. In der Csarda
3. Zigeuner
4. Werbung
5. Liebesglück
6. Das Brautpaar
7. Die Entführung
8. Rhapsodie

- Opus 103  An die Mägdelein!, für Männerchor, Gedicht von Erich Langer, Verlag Otto Forberg, Leipzig 1912; Dieser Chor wurde auf dem 8. Deutschen Sängerfest in Nürnberg gesungen und stürmisch da capo verlangt! (Zitat im Partiturenkatalog von 1912)
- Opus 104  An der Wolga, ein Zyklus für Männerchor mit Klavier- oder Orchesterbegleitung unter Benutzung russischer Volks- und Zigeunerweisen, Verlag Otto Forberg, Leipzig 1912;

1. Sang der Schiffszieher
2. Vespergesang
3. Begegnung
4. Liebesgeständnis
5. Schifferständchen
6. Durch die Gassen
7. Die Verlassene
8. Kamarinski
9. Heimatsehnen
10. Lob der Wolga

- D-dur, „Spinn’! Spinn’!“, (aus dem Schwedischen nach einer estländischen Volksweise) für eine Singstimme mit Clavierbegleitung, Verlag Robitschek, Wien (u. a.) circa 1885;